# Phong trào Trở về Jerusalem
Phong trào Trở về Jerusalem (tiếng Trung Quốc: 传回耶路撒冷运动 Truyền hồi Da Lộ Tát Lãnh Vận động; tiếng Anh: Back To Jerusalem movement) là một chương trình của các "giáo hội gia đình" (家庭教會, house church) tại Cộng hòa Nhân dân Trung Hoa để truyền giáo cho người Phật giáo, Ấn Độ giáo, và Hồi giáo ở khu vực "giữa" Trung Quốc và Jerusalem. Phong trào này được thành lập vào những năm 1920, nhưng chính phủ CHNDTH bắt họ phải hoạt động bí mật trong thời gian vài chục năm. Ngày nay, phong trào có mục đích là trong vòng một hoặc hai thập kỷ tới sẽ gửi ít nhất 100.000 nhà truyền giáo trên Con đường tơ lụa, một hệ thống các con đường buôn bán cổ đại từ Trung Quốc đến Địa Trung Hải.